# Agrypnus tuberculatus
Agrypnus tuberculatus là một loài bọ cánh cứng trong họ Elateridae. Loài này được Candèze miêu tả khoa học năm 1874.